# Klachteninstituut Financiële Dienstverlening
Het Klachteninstituut Financiële Dienstverlening (Kifid) is het Nederlandse klachteninstituut waar consumenten terechtkunnen voor klachten over financiële instellingen en financiële dienstverleners.
Het biedt de consument één loket voor klachten over, verschillen van mening of conflicten met financiële instellingen. Problemen met zaken als beleggingen, verzekeringen, hypotheken, kredieten, vermogensbeheer en overige financiële producten, instrumenten of diensten kunnen worden aangekaart. Het Kifid is opgericht door de verschillende brancheorganisaties en operationeel sinds april 2007. In het verleden was er kritiek op de onafhankelijkheid van het Kifid. Er waren onder meer vraagtekens bij de financiering van het instituut door onder andere banken en verzekeraars.
In voorbereiding is het Wijzigingsbesluit financiële markten 2013 waarbij het Kifid een private instelling blijft, maar met publiekrechtelijke waarborgen.
Het Kifid heeft weinig te maken met MiFID, de op 1 november 2007 in werking getreden Europese richtlijn voor financiële instellingen. 